# Ритчи (округ)
Округ Ритчи (англ. Ritchie County) располагается в США, штате Западная Виргиния. Официально образован 18 февраля 1843 года, получил своё название в честь американского журналиста и редактора Томаса Ритчи. По состоянию на 2012 год, численность населения составляла 10 236 человек.

## География
По данным Бюро переписи США, общая площадь округа равняется 1176 км², из которых 1170 км² суша и 4 км² или 0,4 % это водоёмы.

### Соседние округа
- Плезантс (Западная Виргиния) — север
- Тайлер (Западная Виргиния) — северо-восток
- Додридж (Западная Виргиния) — восток
- Гилмер (Западная Виргиния) — юго-восток
- Калхун (Западная Виргиния) — юг
- Уэрт (Западная Виргиния) — запад
- Вуд (Западная Виргиния) — северо-запад

## Демография
По данным переписи населения 2000 года в округе проживает 10 343 жителей в составе 4 184 домашних хозяйств и 2 999 семей. Плотность населения составляет 9 человек на км². На территории округа насчитывается 5 513 жилых строений, при плотности застройки около 5-ми строений на км². Расовый состав населения: белые — 98,68 %, афроамериканцы — 0,14 %, коренные американцы (индейцы) — 0,27 %, азиаты — 0,13 %, представители других рас — 0,11 %, представители двух или более рас — 0,69 %. Испаноязычные составляли 0,47 % населения независимо от расы.
В составе 30,20 % из общего числа домашних хозяйств проживают дети в возрасте до 18 лет, 58,20 % домашних хозяйств представляют собой супружеские пары проживающие вместе, 9,70 % домашних хозяйств представляют собой одиноких женщин без супруга, 28,30 % домашних хозяйств не имеют отношения к семьям, 25,00 % домашних хозяйств состоят из одного человека, 12,30 % домашних хозяйств состоят из престарелых (65 лет и старше), проживающих в одиночестве. Средний размер домашних хозяйств составляет 2,45 человека, и средний размер семьи 2,91 человека.
Возрастной состав округа: 23,00 % моложе 18 лет, 7,70 % от 18 до 24, 28,00 % от 25 до 44, 26,10 % от 45 до 64 и 15,20 % от 65 и старше. Средний возраст жителя округа 40 лет. На каждые 100 женщин приходится 96,20 мужчин. На каждые 100 женщин старше 18 лет приходится 95,10 мужчин.
Средний доход на домохозяйство в округе составлял 27 332 USD, на семью — 34 809 USD. Среднестатистический заработок мужчины был 28 147 USD против 18 149 USD для женщины. Доход на душу населения составлял 15 175 USD. Около 14,30 % семей и 19,10 % общего населения находились ниже черты бедности, в том числе — 23,60 % молодежи (тех кому ещё не исполнилось 18 лет) и 14,10 % тех кому было уже больше 65 лет.